# Panské Pole
Panské Pole (německy Herrnfeld) je malá vesnice, součást města Rokytnice v Orlických horách v okrese Rychnov nad Kněžnou. V roce 2021 měla 5 obyvatel a 22 domů. Je základní sídelní jednotkou.

## Geografie a turistika
Panské Pole leží asi 3,5 kilometru severovýchodně od centra Rokytnice v Orlických horách, na silnici II/319. Osadou protéká říčka Hvězdná, která pramení nedaleko ní a která je levostranným přítokem Rokytenky. Panské Pole leží ve stejnojmenném katastrálním území, v němž se nacházejí také osady Hanička, Údolíčko a zaniklá osada Václavova Seč.

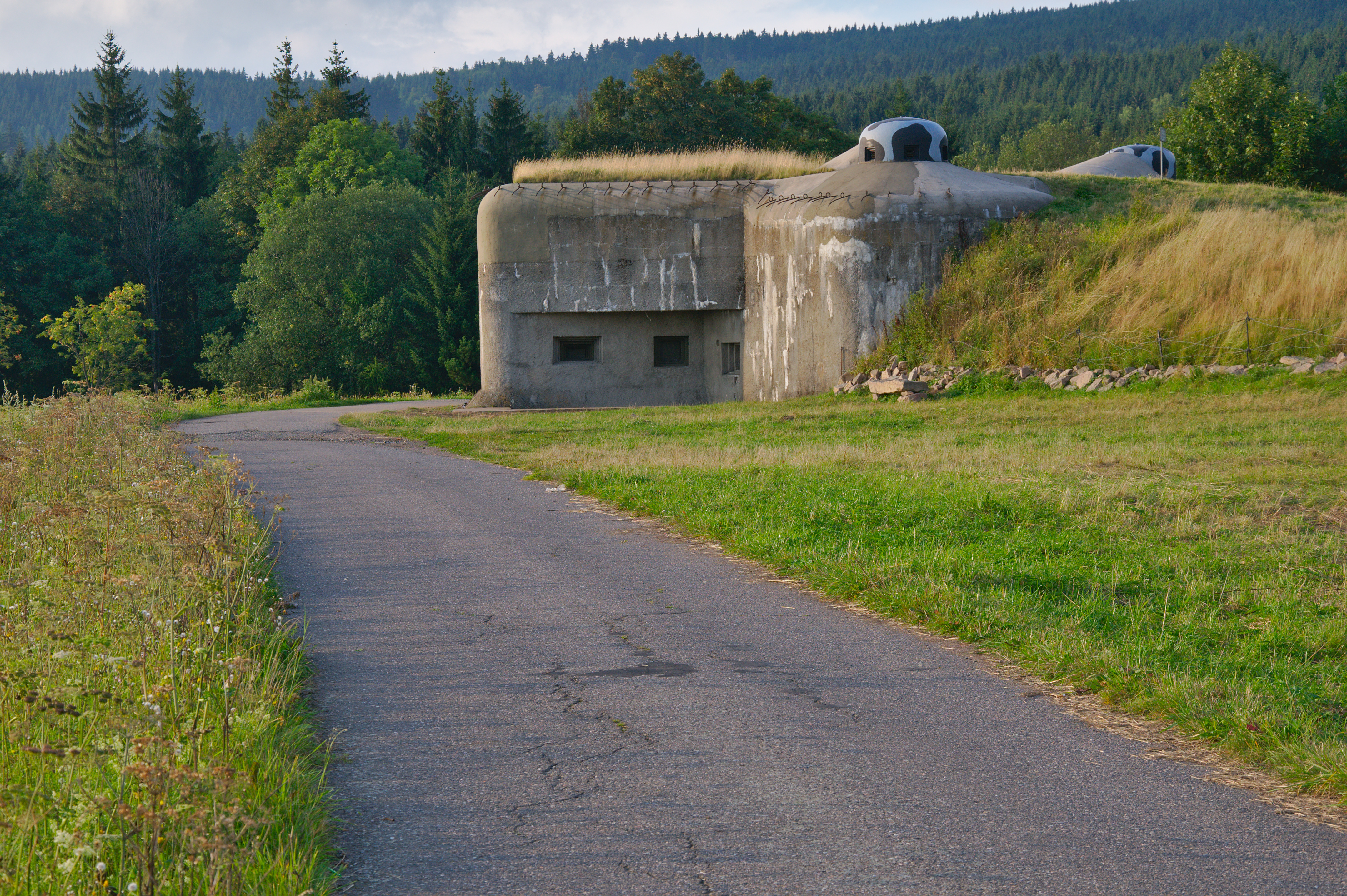
Pěchotní srub Na Holém

Panské Pole leží v nadmořské výšce přibližně 730 m n. m. Díky své poloze a parkovišti v horní části osady (mezi samotným Panským Polem a osadou Hanička) je ves oblíbeným východištěm turistů (v zimě pak běžkařů); Panským Polem prochází červeně značená Jiráskova cesta (v úseku Panské Pole – Vrchmezí orlická hřebenovka), nedaleko je pak tvrz Hanička, z Panského Pole také vede naučná stezka Opevnění Rokytnicka. Osada leží na hranicích chráněné krajinné oblasti Orlické hory a přírodního parku Údolí Rokytenky a Hvězdné.

## Historie
Panské Pole bylo založeno v roce 1663 Otou z Nostic a Rokytnice na místě zaniklého šafářského (tedy poplužního) dvora. Panské Pole bývalo samostatnou obcí, – v letech 1869 až 1930 se uvádí jako samostatná obec v okrese Žamberk, od roku 1950 jako osada Rokytnice v Orlických horách, v letech 1961–1980 část Rokytnice v Orlických horách. České jméno Panské Pole získala úředně ves v roce 1854. V roce 1890 mělo Panské Pole 42 domů, 201 německých a 8 českých obyvatel, v obci fungovala dvoutřídní škola. V roce 2023 bylo po 20 letech znovuotevřeno občerstvení.